# فهرست خورشیدگرفتگی‌های سده ۲۰ (میلادی)
فهرست زیر شامل خورشیدگرفتگی‌های سدهٔ بیستم میلادی است که در طی سال‌های ۱۹۰۱ میلادی الی ۲۰۰۰ میلادی اتفاق افتاده‌اند. کل گرفت‌ها ۲۲۸ مورد بود که ۷۸ مورد آن از نوع خورشیدگرفتگی جزئی، ۷۳ مورد آن از نوع خورشیدگرفتگی دوگانه  و ۷۱ مورد نیز خورشیدگرفتگی کامل بود. تعداد ۶ خورشیدگرفتگی نیز از نوع هیبرید بود.
بیش‌ترین تعداد خورشیدگرفتگی در یک سال، مربوط به سال ۱۹۳۵ میلادی بود که ۵ خورشیدگرفتگی اتفاق افتاد و بیشترین آمار مربوط به تعداد گرفت‌ها در یک ماه، مربوط به ماه جولای در سال ۲۰۰۰ میلادی بود که ۲ خورشیدگرفتگی مشاهده شد.

## خورشیدگرفتگی‌های برجسته در سده بیستم
- ۲۹ مه ۱۹۱۹: کل گرفتگی توسط آرتور استنلی ادینگتون عکسبرداری شد و تأییدی بر نظریهٔ نسبیت عام بود.[۲]
- ۱۴ دسامبر ۱۹۵۵: بلندمدت‌ترین خورشیدگرفتگی حلقوی بین سال‌های ۱۹۰۱ تا ۲۰۰۰ میلادی بود که ۷ دقیقه و ۸ ثانیه به‌طول انجامید.[۳]
- ۳۰ ژوئن ۱۹۷۳
- ۲۹ مارس ۱۹۸۷
- ۳۱ ژوئیهٔ ۲۰۰۰

## جدول
جدول زیر دارای اطلاعاتی همچون تاریخ و زمان گرفتگی، نوع، مدت و مشخصات فنی خورشیدگرفتگی‌ها است.
| تاریخ           | نوع    | زمان (بیشترین) | ساروس | عضو | گاما    | شدت    | طول مسیر (km) | طول                 | شکل |
| --------------- | ------ | -------------- | ----- | --- | ------- | ------ | ------------- | ------------------- | --- |
| ۱۸ مه ۱۹۰۱      | کامل   | ۵:۳۳:۴۸        | ۱۳۶   | ۳۱  | -۰٫۳۶۲۶ | ۱٫۰۶۸  | ۲۳۸           | ۶ دقیقه و ۲۹ ثانیه  |     |
| ۱۱ نوامبر ۱۹۰۱  | حلقه‌ای | ۷:۲۸:۲۱        | ۱۴۱   | ۱۷  | ۰٫۴۷۵۸  | ۰٫۹۲۱۶ | ۳۳۶           | ۱۱ دقیقه و ۱ ثانیه  |     |
| ۸ آوریل ۱۹۰۲    | جزئی   | ۱۴:۰۵:۰۶       | ۱۰۸   | ۷۶  | ۱٫۵۰۲۴  | ۰٫۰۶۴۳ |               |                     |     |
| ۷ مه ۱۹۰۲       | جزئی   | ۲۲:۳۴:۱۶       | ۱۴۶   | ۲۱  | -۱٫۰۸۳۱ | ۰٫۸۵۹۳ |               |                     |     |
| ۳۱ اکتبر ۱۹۰۲   | جزئی   | ۸:۰۰:۱۸        | ۱۵۱   | ۸   | ۱٫۱۵۵۶  | ۰٫۶۹۶  |               |                     |     |
| ۲۹ مارس ۱۹۰۳    | حلقه‌ای | ۱:۳۵:۲۳        | ۱۱۸   | ۶۲  | ۰٫۸۴۱۳  | ۰٫۹۷۶۷ | ۱۵۳           | ۱ دقیقه و ۵۳ ثانیه  |     |
| ۲۱ سپتامبر ۱۹۰۳ | کامل   | ۴:۳۹:۵۲        | ۱۲۳   | ۴۷  | -۰٫۸۹۶۷ | ۱٫۰۳۱۶ | ۲۴۱           | ۲ دقیقه و ۱۲ ثانیه  |     |
| ۱۷ مارس ۱۹۰۴    | حلقه‌ای | ۵:۴۰:۴۴        | ۱۲۸   | ۵۲  | ۰٫۱۲۹۹  | ۰٫۹۳۶۷ | ۲۳۷           | ۸ دقیقه و ۷ ثانیه   |     |
| ۹ سپتامبر ۱۹۰۴  | کامل   | ۲۰:۴۴:۲۱       | ۱۳۳   | ۳۹  | -۰٫۱۶۲۵ | ۱٫۰۷۰۹ | ۲۳۴           | ۶ دقیقه و ۲۰ ثانیه  |     |
| ۶ مارس ۱۹۰۵     | حلقه‌ای | ۵:۱۲:۲۶        | ۱۳۸   | ۲۵  | -۰٫۵۷۶۸ | ۰٫۹۲۶۹ | ۳۳۴           | ۷ دقیقه و ۵۸ ثانیه  |     |
| ۳۰ اوت ۱۹۰۵     | کامل   | ۱۳:۰۷:۲۶       | ۱۴۳   | ۱۷  | ۰٫۵۷۰۸  | ۱٫۰۴۷۷ | ۱۹۲           | ۳ دقیقه و ۴۶ ثانیه  |     |
| ۲۳ فوریه ۱۹۰۶   | جزئی   | ۷:۴۳:۲۰        | ۱۴۸   | ۱۵  | -۱٫۲۴۷۹ | ۰٫۵۳۸۶ |               |                     |     |
| ۲۱ ژوئیه ۱۹۰۶   | جزئی   | ۱۳:۱۴:۱۹       | ۱۱۵   | ۷۰  | -۱٫۳۶۳۷ | ۰٫۳۳۵۵ |               |                     |     |
| ۲۰ اوت ۱۹۰۶     | جزئی   | ۱:۱۲:۵۰        | ۱۵۳   | ۳   | ۱٫۳۷۳۱  | ۰٫۳۱۴۷ |               |                     |     |
| ۱۴ ژانویه ۱۹۰۷  | کامل   | ۶:۰۵:۴۳        | ۱۲۰   | ۵۵  | ۰٫۸۶۲۸  | ۱٫۰۲۸۱ | ۱۸۹           | ۲ دقیقه و ۲۵ ثانیه  |     |
| ۱۰ ژوئیه ۱۹۰۷   | حلقه‌ای | ۱۵:۲۴:۳۲       | ۱۲۵   | ۴۸  | -۰٫۶۳۱۳ | ۰٫۹۴۵۶ | ۲۵۸           | ۷ دقیقه و ۲۳ ثانیه  |     |
| ۳ ژانویه ۱۹۰۸   | کامل   | ۲۱:۴۵:۲۲       | ۱۳۰   | ۴۶  | ۰٫۱۹۳۴  | ۱٫۰۴۳۷ | ۱۴۹           | ۴ دقیقه و ۱۴ ثانیه  |     |
| ۲۸ ژوئن ۱۹۰۸    | حلقه‌ای | ۱۶:۲۹:۵۱       | ۱۳۵   | ۳۳  | ۰٫۱۳۸۹  | ۰٫۹۶۵۵ | ۱۲۶           | ۴ دقیقه و ۰ ثانیه   |     |
| ۲۳ دسامبر ۱۹۰۸  | جزئی   | ۱۱:۴۴:۲۸       | ۱۴۰   | ۲۳  | -۰٫۴۹۸۵ | ۱٫۰۰۲۴ | ۱۰            | ۰ دقیقه و ۱۲ ثانیه  |     |
| ۱۷ ژوئن ۱۹۰۹    | جزئی   | ۲۳:۱۸:۳۸       | ۱۴۵   | ۱۶  | ۰٫۸۹۵۷  | ۱٫۰۰۶۵ | ۵۱            | ۰ دقیقه و ۲۴ ثانیه  |     |
| ۱۲ دسامبر ۱۹۰۹  | جزئی   | ۱۹:۴۴:۴۸       | ۱۵۰   | ۱۱  | -۱٫۲۴۵۶ | ۰٫۵۴۲۴ |               |                     |     |
| ۹ مه ۱۹۱۰       | کامل   | ۵:۴۲:۱۳        | ۱۱۷   | ۶۳  | -۰٫۹۴۳۷ | ۱٫۰۶   | ۵۹۴           | ۴ دقیقه و ۱۵ ثانیه  |     |
| ۲ نوامبر ۱۹۱۰   | جزئی   | ۲:۰۸:۳۲        | ۱۲۲   | ۵۲  | ۱٫۰۶۰۳  | ۰٫۸۵۱۵ |               |                     |     |
| ۲۸ آوریل ۱۹۱۱   | کامل   | ۲۲:۲۷:۲۲       | ۱۲۷   | ۵۲  | -۰٫۲۲۹۴ | ۱٫۰۵۶۲ | ۱۹۰           | ۴ دقیقه و ۵۷ ثانیه  |     |
| ۲۲ اکتبر ۱۹۱۱   | حلقه‌ای | ۴:۱۳:۰۲        | ۱۳۲   | ۴۰  | ۰٫۳۲۲۴  | ۰٫۹۶۵  | ۱۳۳           | ۳ دقیقه و ۴۷ ثانیه  |     |
| ۱۷ آوریل ۱۹۱۲   | جزئی   | ۱۱:۳۴:۲۲       | ۱۳۷   | ۳۰  | ۰٫۵۲۸   | ۱٫۰۰۰۳ | ۱             | ۰ دقیقه و ۲ ثانیه   |     |
| ۱۰ اکتبر ۱۹۱۲   | کامل   | ۱۳:۳۶:۱۴       | ۱۴۲   | ۱۷  | -۰٫۴۱۴۹ | ۱٫۰۲۲۹ | ۸۵            | ۱ دقیقه و ۵۵ ثانیه  |     |
| ۶ آوریل ۱۹۱۳    | جزئی   | ۱۷:۳۳:۰۷       | ۱۴۷   | ۱۷  | ۱٫۳۱۴۷  | ۰٫۴۲۴۴ |               |                     |     |
| ۳۱ اوت ۱۹۱۳     | جزئی   | ۲۰:۵۲:۱۲       | ۱۱۴   | ۷۱  | ۱٫۴۵۱۲  | ۰٫۱۵۱۳ |               |                     |     |
| ۳۰ سپتامبر ۱۹۱۳ | جزئی   | ۴:۴۵:۴۹        | ۱۵۲   | ۷   | -۱٫۱۰۰۵ | ۰٫۸۲۵۲ |               |                     |     |
| ۲۵ فوریه ۱۹۱۴   | حلقه‌ای | ۰:۱۳:۰۱        | ۱۱۹   | ۶۰  | -۰٫۹۴۱۶ | ۰٫۹۲۴۸ | ۸۳۹           | ۵ دقیقه و ۳۵ ثانیه  |     |
| ۲۱ اوت ۱۹۱۴     | کامل   | ۱۲:۳۴:۲۷       | ۱۲۴   | ۴۹  | ۰٫۷۶۵۵  | ۱٫۰۳۲۸ | ۱۷۰           | ۲ دقیقه و ۱۴ ثانیه  |     |
| ۱۴ فوریه ۱۹۱۵   | حلقه‌ای | ۴:۳۳:۲۰        | ۱۲۹   | ۴۶  | -۰٫۲۰۲۴ | ۰٫۹۷۸۹ | ۷۷            | ۲ دقیقه و ۲ ثانیه   |     |
| ۱۰ اوت ۱۹۱۵     | حلقه‌ای | ۲۲:۵۲:۲۵       | ۱۳۴   | ۳۸  | ۰٫۰۱۲۴  | ۰٫۹۸۵۳ | ۵۲            | ۱ دقیقه و ۳۳ ثانیه  |     |
| ۳ فوریه ۱۹۱۶    | کامل   | ۱۶:۰۰:۲۱       | ۱۳۹   | ۲۴  | ۰٫۴۹۸۷  | ۱٫۰۲۸  | ۱۰۸           | ۲ دقیقه و ۳۶ ثانیه  |     |
| ۳۰ ژوئیه ۱۹۱۶   | حلقه‌ای | ۲:۰۶:۱۰        | ۱۴۴   | ۱۱  | -۰٫۷۷۰۹ | ۰٫۹۴۴۷ | ۳۱۳           | ۶ دقیقه و ۲۴ ثانیه  |     |
| ۲۴ دسامبر ۱۹۱۶  | جزئی   | ۲۰:۴۶:۲۲       | ۱۱۱   | ۷۸  | -۱٫۵۳۲۱ | ۰٫۰۱۱۴ |               |                     |     |
| ۲۳ ژانویه ۱۹۱۷  | جزئی   | ۷:۲۸:۳۱        | ۱۴۹   | ۱۵  | ۱٫۱۵۰۸  | ۰٫۷۲۵۴ |               |                     |     |
| ۱۹ ژوئن ۱۹۱۷    | جزئی   | ۱۳:۱۶:۲۱       | ۱۱۶   | ۶۷  | ۱٫۲۸۵۷  | ۰٫۴۷۲۹ |               |                     |     |
| ۱۹ ژوئیه ۱۹۱۷   | جزئی   | ۲:۴۲:۴۲        | ۱۵۴   | ۱   | -۱٫۵۱۰۱ | ۰٫۰۸۶۳ |               |                     |     |
| ۱۴ دسامبر ۱۹۱۷  | حلقه‌ای | ۹:۲۷:۲۰        | ۱۲۱   | ۵۵  | -۰٫۹۱۵۷ | ۰٫۹۷۹۱ | ۱۸۹           | ۱ دقیقه و ۱۷ ثانیه  |     |
| ۸ ژوئن ۱۹۱۸     | کامل   | ۲۲:۰۷:۴۳       | ۱۲۶   | ۴۲  | ۰٫۴۶۵۸  | ۱٫۰۲۹۲ | ۱۱۲           | ۲ دقیقه و ۲۳ ثانیه  |     |
| ۳ دسامبر ۱۹۱۸   | حلقه‌ای | ۱۵:۲۲:۰۲       | ۱۳۱   | ۴۵  | -۰٫۲۳۸۷ | ۰٫۹۳۸۳ | ۲۳۶           | ۷ دقیقه و ۶ ثانیه   |     |
| ۲۹ مه ۱۹۱۹      | کامل   | ۱۳:۰۸:۵۵       | ۱۳۶   | ۳۲  | -۰٫۲۹۵۵ | ۱٫۰۷۱۹ | ۲۴۴           | ۶ دقیقه و ۵۱ ثانیه  |     |
| ۲۲ نوامبر ۱۹۱۹  | حلقه‌ای | ۱۵:۱۴:۱۲       | ۱۴۱   | ۱۸  | ۰٫۴۵۴۹  | ۰٫۹۱۹۸ | ۳۴۱           | ۱۱ دقیقه و ۳۷ ثانیه |     |
| ۱۸ مه ۱۹۲۰      | جزئی   | ۶:۱۴:۵۵        | ۱۴۶   | ۲۲  | -۱٫۰۲۳۹ | ۰٫۹۷۳۴ |               |                     |     |
| ۱۰ نوامبر ۱۹۲۰  | جزئی   | ۱۵:۵۲:۱۵       | ۱۵۱   | ۹   | ۱٫۱۲۸۷  | ۰٫۷۴۲  |               |                     |     |
| ۸ آوریل ۱۹۲۱    | حلقه‌ای | ۹:۱۵:۰۱        | ۱۱۸   | ۶۳  | ۰٫۸۸۶۹  | ۰٫۹۷۵۳ | ۱۹۲           | ۱ دقیقه و ۵۰ ثانیه  |     |
| ۱ اکتبر ۱۹۲۱    | کامل   | ۱۲:۳۵:۵۸       | ۱۲۳   | ۴۸  | -۰٫۹۳۸۳ | ۱٫۰۲۹۳ | ۲۹۱           | ۱ دقیقه و ۵۲ ثانیه  |     |
| ۲۸ مارس ۱۹۲۲    | حلقه‌ای | ۱۳:۰۵:۲۶       | ۱۲۸   | ۵۳  | ۰٫۱۷۱۱  | ۰٫۹۳۸۱ | ۲۳۳           | ۷ دقیقه و ۵۰ ثانیه  |     |
| ۲۱ سپتامبر ۱۹۲۲ | کامل   | ۴:۴۰:۳۱        | ۱۳۳   | ۴۰  | -۰٫۲۱۳  | ۱٫۰۶۷۸ | ۲۲۶           | ۵ دقیقه و ۵۹ ثانیه  |     |
| ۱۷ مارس ۱۹۲۳    | حلقه‌ای | ۱۲:۴۴:۵۸       | ۱۳۸   | ۲۶  | -۰٫۵۴۳۸ | ۰٫۹۳۱  | ۳۰۵           | ۷ دقیقه و ۵۱ ثانیه  |     |
| ۱۰ سپتامبر ۱۹۲۳ | کامل   | ۲۰:۴۷:۲۹       | ۱۴۳   | ۱۸  | ۰٫۵۱۴۹  | ۱٫۰۴۳  | ۱۶۷           | ۳ دقیقه و ۳۷ ثانیه  |     |
| ۵ مارس ۱۹۲۴     | جزئی   | ۱۵:۴۴:۲۰       | ۱۴۸   | ۱۶  | -۱٫۲۲۳۲ | ۰٫۵۸۱۹ |               |                     |     |
| ۳۱ ژوئیه ۱۹۲۴   | جزئی   | ۱۹:۵۸:۲۰       | ۱۱۵   | ۷۱  | -۱٫۴۴۵۹ | ۰٫۱۹۲  |               |                     |     |
| ۳۰ اوت ۱۹۲۴     | جزئی   | ۸:۲۳:۰۰        | ۱۵۳   | ۴   | ۱٫۳۱۲۳  | ۰٫۴۲۴۵ |               |                     |     |
| ۲۴ ژانویه ۱۹۲۵  | کامل   | ۱۴:۵۴:۰۳       | ۱۲۰   | ۵۶  | ۰٫۸۶۶۱  | ۱٫۰۳۰۴ | ۲۰۶           | ۲ دقیقه و ۲۳ ثانیه  |     |
| ۲۰ ژوئیه ۱۹۲۵   | حلقه‌ای | ۲۱:۴۸:۴۲       | ۱۲۵   | ۴۹  | -۰٫۷۱۹۳ | ۰٫۹۴۳۶ | ۳۰۰           | ۷ دقیقه و ۱۵ ثانیه  |     |
| ۱۴ ژانویه ۱۹۲۶  | کامل   | ۶:۳۶:۵۸        | ۱۳۰   | ۴۷  | ۰٫۱۹۷۳  | ۱٫۰۴۳  | ۱۴۷           | ۴ دقیقه و ۱۱ ثانیه  |     |
| ۹ ژوئیه ۱۹۲۶    | حلقه‌ای | ۲۳:۰۶:۰۲       | ۱۳۵   | ۳۴  | ۰٫۰۵۳۸  | ۰٫۹۶۸  | ۱۱۵           | ۳ دقیقه و ۵۱ ثانیه  |     |
| ۳ ژانویه ۱۹۲۷   | حلقه‌ای | ۲۰:۲۲:۵۳       | ۱۴۰   | ۲۴  | -۰٫۴۹۵۶ | ۰٫۹۹۹۵ | ۲             | ۰ دقیقه و ۳ ثانیه   |     |
| ۲۹ ژوئن ۱۹۲۷    | کامل   | ۶:۲۳:۲۷        | ۱۴۵   | ۱۷  | ۰٫۸۱۶۳  | ۱٫۰۱۲۸ | ۷۷            | ۰ دقیقه و ۵۰ ثانیه  |     |
| ۲۴ دسامبر ۱۹۲۷  | جزئی   | ۳:۵۹:۴۱        | ۱۵۰   | ۱۲  | -۱٫۲۴۱۶ | ۰٫۵۴۹  |               |                     |     |
| ۱۹ مه ۱۹۲۸      | کامل   | ۱۳:۲۴:۲۰       | ۱۱۷   | ۶۴  | ۱٫۰۰۴۸  | ۱٫۰۱۴  | -             |                     |     |
| ۱۷ ژوئن ۱۹۲۸    | جزئی   | ۲۰:۲۷:۲۸       | ۱۵۵   | ۱   | ۱٫۵۱۰۷  | ۰٫۰۳۷۵ |               |                     |     |
| ۱۲ نوامبر ۱۹۲۸  | جزئی   | ۹:۴۸:۲۴        | ۱۲۲   | ۵۳  | ۱٫۰۸۶۱  | ۰٫۸۰۷۸ |               |                     |     |
| ۹ مه ۱۹۲۹       | کامل   | ۶:۱۰:۳۴        | ۱۲۷   | ۵۳  | -۰٫۲۸۸۷ | ۱٫۰۵۶۲ | ۱۹۳           | ۵ دقیقه و ۷ ثانیه   |     |
| ۱ نوامبر ۱۹۲۹   | حلقه‌ای | ۱۲:۰۵:۱۰       | ۱۳۲   | ۴۱  | ۰٫۳۵۱۴  | ۰٫۹۶۴۹ | ۱۳۴           | ۳ دقیقه و ۵۴ ثانیه  |     |
| ۲۸ آوریل ۱۹۳۰   | جزئی   | ۱۹:۰۳:۳۴       | ۱۳۷   | ۳۱  | ۰٫۴۷۳   | ۱٫۰۰۰۳ | ۱             |                     |     |
| ۲۱ اکتبر ۱۹۳۰   | کامل   | ۲۱:۴۳:۵۳       | ۱۴۲   | ۱۸  | -۰٫۳۸۰۴ | ۱٫۰۲۳  | ۸۴            | ۱ دقیقه و ۵۵ ثانیه  |     |
| ۱۸ آوریل ۱۹۳۱   | جزئی   | ۰:۴۵:۳۵        | ۱۴۷   | ۱۸  | ۱٫۲۶۴۳  | ۰٫۵۱۰۷ |               |                     |     |
| ۱۲ سپتامبر ۱۹۳۱ | جزئی   | ۴:۴۱:۲۵        | ۱۱۴   | ۷۲  | ۱٫۵۰۶   | ۰٫۰۴۷۱ |               |                     |     |
| ۱۱ اکتبر ۱۹۳۱   | جزئی   | ۱۲:۵۵:۴۰       | ۱۵۲   | ۸   | -۱٫۰۶۰۷ | ۰٫۹۰۰۵ |               |                     |     |
| ۷ مارس ۱۹۳۲     | حلقه‌ای | ۷:۵۵:۵۰        | ۱۱۹   | ۶۱  | -۰٫۹۶۷۳ | ۰٫۹۲۷۷ | ۱۰۸۳          | ۵ دقیقه و ۱۹ ثانیه  |     |
| ۳۱ اوت ۱۹۳۲     | کامل   | ۲۰:۰۳:۴۱       | ۱۲۴   | ۵۰  | ۰٫۸۳۰۷  | ۱٫۰۲۵۷ | ۱۵۵           | ۱ دقیقه و ۴۵ ثانیه  |     |
| ۲۴ فوریه ۱۹۳۳   | حلقه‌ای | ۱۲:۴۶:۳۹       | ۱۲۹   | ۴۷  | -۰٫۲۱۹۱ | ۰٫۹۸۴۱ | ۵۸            | ۱ دقیقه و ۳۲ ثانیه  |     |
| ۲۱ اوت ۱۹۳۳     | حلقه‌ای | ۵:۴۹:۱۱        | ۱۳۴   | ۳۹  | ۰٫۰۸۶۹  | ۰٫۹۸۰۱ | ۷۱            | ۲ دقیقه و ۴ ثانیه   |     |
| ۱۴ فوریه ۱۹۳۴   | کامل   | ۰:۳۸:۴۱        | ۱۳۹   | ۲۵  | ۰٫۴۸۶۸  | ۱٫۰۳۲۱ | ۱۲۳           | ۲ دقیقه و ۵۳ ثانیه  |     |
| ۱۰ اوت ۱۹۳۴     | حلقه‌ای | ۸:۳۷:۴۸        | ۱۴۴   | ۱۲  | -۰٫۶۸۹  | ۰٫۹۴۳۶ | ۲۸۰           | ۶ دقیقه و ۳۳ ثانیه  |     |
| ۵ ژانویه ۱۹۳۵   | جزئی   | ۵:۳۵:۴۶        | ۱۱۱   | ۷۹  | -۱٫۵۳۸۱ | ۰٫۰۰۱۳ |               |                     |     |
| ۳ فوریه ۱۹۳۵    | جزئی   | ۱۶:۱۶:۲۰       | ۱۴۹   | ۱۶  | ۱٫۱۴۳۸  | ۰٫۷۳۹  |               |                     |     |
| ۳۰ ژوئن ۱۹۳۵    | جزئی   | ۱۹:۵۹:۴۶       | ۱۱۶   | ۶۸  | ۱٫۳۶۲۳  | ۰٫۳۳۷۵ |               |                     |     |
| ۳۰ ژوئیه ۱۹۳۵   | جزئی   | ۹:۱۶:۲۸        | ۱۵۴   | ۲   | -۱٫۴۲۵۹ | ۰٫۲۳۱۵ |               |                     |     |
| ۲۵ دسامبر ۱۹۳۵  | حلقه‌ای | ۱۷:۵۹:۵۲       | ۱۲۱   | ۵۶  | -۰٫۹۲۲۸ | ۰٫۹۷۵۲ | ۲۳۴           | ۱ دقیقه و ۳۰ ثانیه  |     |
| ۱۹ ژوئن ۱۹۳۶    | کامل   | ۵:۲۰:۳۱        | ۱۲۶   | ۴۳  | ۰٫۵۳۸۹  | ۱٫۰۳۲۹ | ۱۳۲           | ۲ دقیقه و ۳۱ ثانیه  |     |
| ۱۳ دسامبر ۱۹۳۶  | حلقه‌ای | ۲۳:۲۸:۱۲       | ۱۳۱   | ۴۶  | -۰٫۲۴۹۳ | ۰٫۹۳۴۹ | ۲۵۱           | ۷ دقیقه و ۲۵ ثانیه  |     |
| ۸ ژوئن ۱۹۳۷     | کامل   | ۲۰:۴۱:۰۲       | ۱۳۶   | ۳۳  | -۰٫۲۲۵۳ | ۱٫۰۷۵۱ | ۲۵۰           | ۷ دقیقه و ۴ ثانیه   |     |
| ۲ دسامبر ۱۹۳۷   | حلقه‌ای | ۲۳:۰۵:۴۵       | ۱۴۱   | ۱۹  | ۰٫۴۳۸۹  | ۰٫۹۱۸۴ | ۳۴۴           | ۱۲ دقیقه و ۰ ثانیه  |     |
| ۲۹ مه ۱۹۳۸      | کامل   | ۱۳:۵۰:۱۹       | ۱۴۶   | ۲۳  | -۰٫۹۶۰۷ | ۱٫۰۵۵۲ | ۶۷۵           | ۴ دقیقه و ۵ ثانیه   |     |
| ۲۱ نوامبر ۱۹۳۸  | جزئی   | ۲۳:۵۲:۲۵       | ۱۵۱   | ۱۰  | ۱٫۱۰۷۷  | ۰٫۷۷۸۱ |               |                     |     |
| ۱۹ آوریل ۱۹۳۹   | حلقه‌ای | ۱۶:۴۵:۵۳       | ۱۱۸   | ۶۴  | ۰٫۹۳۸۸  | ۰٫۹۷۳۱ | ۲۸۵           | ۱ دقیقه و ۴۹ ثانیه  |     |
| ۱۲ اکتبر ۱۹۳۹   | کامل   | ۲۰:۴۰:۲۳       | ۱۲۳   | ۴۹  | -۰٫۹۷۳۷ | ۱٫۰۲۶۶ | ۴۱۸           | ۱ دقیقه و ۳۲ ثانیه  |     |
| ۷ آوریل ۱۹۴۰    | حلقه‌ای | ۲۰:۲۱:۲۱       | ۱۲۸   | ۵۴  | ۰٫۲۱۹   | ۰٫۹۳۹۴ | ۲۳۰           | ۷ دقیقه و ۳۰ ثانیه  |     |
| ۱ اکتبر ۱۹۴۰    | کامل   | ۱۲:۴۴:۰۶       | ۱۳۳   | ۴۱  | -۰٫۲۵۷۳ | ۱٫۰۶۴۵ | ۲۱۸           | ۵ دقیقه و ۳۵ ثانیه  |     |
| ۲۷ مارس ۱۹۴۱    | حلقه‌ای | ۲۰:۰۸:۰۸       | ۱۳۸   | ۲۷  | -۰٫۵۰۲۵ | ۰٫۹۳۵۵ | ۲۷۶           | ۷ دقیقه و ۴۱ ثانیه  |     |
| ۲۱ سپتامبر ۱۹۴۱ | کامل   | ۴:۳۴:۰۳        | ۱۴۳   | ۱۹  | ۰٫۴۶۴۹  | ۱٫۰۳۷۹ | ۱۴۳           | ۳ دقیقه و ۲۲ ثانیه  |     |
| ۱۶ مارس ۱۹۴۲    | جزئی   | ۲۳:۳۷:۰۷       | ۱۴۸   | ۱۷  | -۱٫۱۹۰۸ | ۰٫۶۳۹۳ |               |                     |     |
| ۱۲ اوت ۱۹۴۲     | جزئی   | ۲:۴۵:۱۲        | ۱۱۵   | ۷۲  | -۱٫۵۲۴۴ | ۰٫۰۵۶۱ |               |                     |     |
| ۱۰ سپتامبر ۱۹۴۲ | جزئی   | ۱۵:۳۹:۳۲       | ۱۵۳   | ۵   | ۱٫۲۵۷۱  | ۰٫۵۲۳  |               |                     |     |
| ۴ فوریه ۱۹۴۳    | کامل   | ۲۳:۳۸:۱۰       | ۱۲۰   | ۵۷  | ۰٫۸۷۳۴  | ۱٫۰۳۳۱ | ۲۲۹           | ۲ دقیقه و ۳۹ ثانیه  |     |
| ۱ اوت ۱۹۴۳      | حلقه‌ای | ۴:۱۶:۱۳        | ۱۲۵   | ۵۰  | -۰٫۸۰۴۱ | ۰٫۹۴۰۹ | ۳۶۷           | ۶ دقیقه و ۵۹ ثانیه  |     |
| ۲۵ ژانویه ۱۹۴۴  | کامل   | ۱۵:۲۶:۴۲       | ۱۳۰   | ۴۸  | ۰٫۲۰۲۵  | ۱٫۰۴۲۸ | ۱۴۶           | ۴ دقیقه و ۹ ثانیه   |     |
| ۲۰ ژوئیه ۱۹۴۴   | حلقه‌ای | ۵:۴۳:۱۳        | ۱۳۵   | ۳۵  | -۰٫۰۳۱۴ | ۰٫۹۷   | ۱۰۸           | ۳ دقیقه و ۴۲ ثانیه  |     |
| ۱۴ ژانویه ۱۹۴۵  | حلقه‌ای | ۵:۰۱:۴۳        | ۱۴۰   | ۲۵  | -۰٫۴۹۳۷ | ۰٫۹۹۷  | ۱۲            | ۰ دقیقه و ۱۵ ثانیه  |     |
| ۹ ژوئیه ۱۹۴۵    | کامل   | ۱۳:۲۷:۴۶       | ۱۴۵   | ۱۸  | ۰٫۷۳۵۶  | ۱٫۰۱۸  | ۹۲            | ۱ دقیقه و ۱۵ ثانیه  |     |
| ۳ ژانویه ۱۹۴۶   | جزئی   | ۱۲:۱۶:۱۱       | ۱۵۰   | ۱۳  | -۱٫۲۳۹۲ | ۰٫۵۵۲۹ |               |                     |     |
| ۳۰ مه ۱۹۴۶      | جزئی   | ۲۱:۰۰:۲۴       | ۱۱۷   | ۶۵  | -۱٫۰۷۱۱ | ۰٫۸۸۶۵ |               |                     |     |
| ۲۹ ژوئن ۱۹۴۶    | جزئی   | ۳:۵۱:۵۸        | ۱۵۵   | ۲   | ۱٫۴۳۶۱  | ۰٫۱۸۰۲ |               |                     |     |
| ۲۳ نوامبر ۱۹۴۶  | جزئی   | ۱۷:۳۷:۱۲       | ۱۲۲   | ۵۴  | ۱٫۱۰۵   | ۰٫۷۷۵۸ |               |                     |     |
| ۲۰ مه ۱۹۴۷      | کامل   | ۱۳:۴۷:۴۷       | ۱۲۷   | ۵۴  | -۰٫۳۵۲۸ | ۱٫۰۵۵۷ | ۱۹۶           | ۵ دقیقه و ۱۳ ثانیه  |     |
| ۱۲ نوامبر ۱۹۴۷  | حلقه‌ای | ۲۰:۰۵:۳۷       | ۱۳۲   | ۴۲  | ۰٫۳۷۴۳  | ۰٫۹۶۵  | ۱۳۵           | ۳ دقیقه و ۵۹ ثانیه  |     |
| ۹ مه ۱۹۴۸       | حلقه‌ای | ۲:۲۶:۰۴        | ۱۳۷   | ۳۲  | ۰٫۴۱۳۳  | ۰٫۹۹۹۹ | ۰             |                     |     |
| ۱ نوامبر ۱۹۴۸   | کامل   | ۵:۵۹:۱۸        | ۱۴۲   | ۱۹  | -۰٫۳۵۱۷ | ۱٫۰۲۳۱ | ۸۴            | ۱ دقیقه و ۵۶ ثانیه  |     |
| ۲۸ آوریل ۱۹۴۹   | جزئی   | ۷:۴۸:۵۳        | ۱۴۷   | ۱۹  | ۱٫۲۰۶۸  | ۰٫۶۰۹۲ |               |                     |     |
| ۲۱ اکتبر ۱۹۴۹   | جزئی   | ۲۱:۱۳:۰۱       | ۱۵۲   | ۹   | -۱٫۰۲۷  | ۰٫۹۶۳۸ |               |                     |     |
| ۱۸ مارس ۱۹۵۰    | حلقه‌ای | ۱۵:۳۲:۰۱       | ۱۱۹   | ۶۲  | ۰٫۹۹۸۸  | ۰٫۹۶۲  | -             |                     |     |
| ۱۲ سپتامبر ۱۹۵۰ | کامل   | ۳:۳۸:۴۷        | ۱۲۴   | ۵۱  | ۰٫۸۹۰۳  | ۱٫۰۱۸۲ | ۱۳۴           | ۱ دقیقه و ۱۴ ثانیه  |     |
| ۷ مارس ۱۹۵۱     | حلقه‌ای | ۲۰:۵۳:۴۰       | ۱۲۹   | ۴۸  | -۰٫۲۴۲  | ۰٫۹۸۹۶ | ۳۸            | ۰ دقیقه و ۵۹ ثانیه  |     |
| ۱ سپتامبر ۱۹۵۱  | حلقه‌ای | ۱۲:۵۱:۵۱       | ۱۳۴   | ۴۰  | ۰٫۱۵۵۷  | ۰٫۹۷۴۷ | ۹۱            | ۲ دقیقه و ۳۶ ثانیه  |     |
| ۲۵ فوریه ۱۹۵۲   | کامل   | ۹:۱۱:۳۵        | ۱۳۹   | ۲۶  | ۰٫۴۶۹۷  | ۱٫۰۳۶۶ | ۱۳۸           | ۳ دقیقه و ۹ ثانیه   |     |
| ۲۰ اوت ۱۹۵۲     | حلقه‌ای | ۱۵:۱۳:۳۵       | ۱۴۴   | ۱۳  | -۰٫۶۱۰۲ | ۰٫۹۴۲  | ۲۶۴           | ۶ دقیقه و ۴۰ ثانیه  |     |
| ۱۴ فوریه ۱۹۵۳   | جزئی   | ۰:۵۹:۳۰        | ۱۴۹   | ۱۷  | ۱٫۱۳۳۱  | ۰٫۷۵۹۶ |               |                     |     |
| ۱۱ ژوئیه ۱۹۵۳   | جزئی   | ۲:۴۴:۱۴        | ۱۱۶   | ۶۹  | ۱٫۴۳۸۸  | ۰٫۲۰۱۵ |               |                     |     |
| ۹ اوت ۱۹۵۳      | جزئی   | ۱۵:۵۵:۰۳       | ۱۵۴   | ۳   | -۱٫۳۴۴  | ۰٫۳۷۲۹ |               |                     |     |
| ۵ ژانویه ۱۹۵۴   | حلقه‌ای | ۲:۳۲:۰۱        | ۱۲۱   | ۵۷  | -۰٫۹۲۹۶ | ۰٫۹۷۲  | ۲۷۸           | ۱ دقیقه و ۴۲ ثانیه  |     |
| ۳۰ ژوئن ۱۹۵۴    | کامل   | ۱۲:۳۲:۳۸       | ۱۲۶   | ۴۴  | ۰٫۶۱۳۵  | ۱٫۰۳۵۷ | ۱۵۳           | ۲ دقیقه و ۳۵ ثانیه  |     |
| ۲۵ دسامبر ۱۹۵۴  | حلقه‌ای | ۷:۳۶:۴۲        | ۱۳۱   | ۴۷  | -۰٫۲۵۷۶ | ۰٫۹۳۲۳ | ۲۶۲           | ۷ دقیقه و ۳۹ ثانیه  |     |
| ۲۰ ژوئن ۱۹۵۵    | کامل   | ۴:۱۰:۴۲        | ۱۳۶   | ۳۴  | -۰٫۱۵۲۸ | ۱٫۰۷۷۶ | ۲۵۴           | ۷ دقیقه و ۸ ثانیه   |     |
| ۱۴ دسامبر ۱۹۵۵  | حلقه‌ای | ۷:۰۲:۲۵        | ۱۴۱   | ۲۰  | ۰٫۴۲۶۶  | ۰٫۹۱۷۶ | ۳۴۶           | ۱۲ دقیقه و ۹ ثانیه  |     |
| ۸ ژوئن ۱۹۵۶     | کامل   | ۲۱:۲۰:۳۹       | ۱۴۶   | ۲۴  | -۰٫۸۹۳۴ | ۱٫۰۵۸۱ | ۴۲۹           | ۴ دقیقه و ۴۵ ثانیه  |     |
| ۲ دسامبر ۱۹۵۶   | جزئی   | ۸:۰۰:۳۵        | ۱۵۱   | ۱۱  | ۱٫۰۹۲۳  | ۰٫۸۰۴۷ |               |                     |     |
| ۳۰ آوریل ۱۹۵۷   | حلقه‌ای | ۰:۰۵:۲۸        | ۱۱۸   | ۶۵  | ۰٫۹۹۹۲  | ۰٫۹۷۹۹ | -             |                     |     |
| ۲۳ اکتبر ۱۹۵۷   | کامل   | ۴:۵۴:۰۲        | ۱۲۳   | ۵۰  | ۱٫۰۰۲۲  | ۱٫۰۰۱۳ | -             |                     |     |
| ۱۹ آوریل ۱۹۵۸   | حلقه‌ای | ۳:۲۷:۱۷        | ۱۲۸   | ۵۵  | ۰٫۲۷۵   | ۰٫۹۴۰۸ | ۲۲۸           | ۷ دقیقه و ۷ ثانیه   |     |
| ۱۲ اکتبر ۱۹۵۸   | کامل   | ۲۰:۵۵:۲۸       | ۱۳۳   | ۴۲  | -۰٫۲۹۵۱ | ۱٫۰۶۰۸ | ۲۰۹           | ۵ دقیقه و ۱۱ ثانیه  |     |
| ۸ آوریل ۱۹۵۹    | حلقه‌ای | ۳:۲۴:۰۸        | ۱۳۸   | ۲۸  | -۰٫۴۵۴۶ | ۰٫۹۴۰۱ | ۲۴۷           | ۷ دقیقه و ۲۶ ثانیه  |     |
| ۲ اکتبر ۱۹۵۹    | کامل   | ۱۲:۲۷:۰۰       | ۱۴۳   | ۲۰  | ۰٫۴۲۰۷  | ۱٫۰۳۲۵ | ۱۲۰           | ۳ دقیقه و ۲ ثانیه   |     |
| ۲۷ مارس ۱۹۶۰    | جزئی   | ۷:۲۵:۰۷        | ۱۴۸   | ۱۸  | -۱٫۱۵۳۷ | ۰٫۷۰۵۸ |               |                     |     |
| ۲۰ سپتامبر ۱۹۶۰ | جزئی   | ۲۲:۵۹:۵۶       | ۱۵۳   | ۶   | ۱٫۲۰۵۷  | ۰٫۶۱۳۹ |               |                     |     |
| ۱۵ فوریه ۱۹۶۱   | کامل   | ۸:۱۹:۴۸        | ۱۲۰   | ۵۸  | ۰٫۸۸۳   | ۱٫۰۳۶  | ۲۵۸           | ۲ دقیقه و ۴۵ ثانیه  |     |
| ۱۱ اوت ۱۹۶۱     | حلقه‌ای | ۱۰:۴۶:۴۷       | ۱۲۵   | ۵۱  | -۰٫۸۸۵۹ | ۰٫۹۳۷۵ | ۴۹۹           | ۶ دقیقه و ۳۵ ثانیه  |     |
| ۵ فوریه ۱۹۶۲    | کامل   | ۰:۱۲:۳۸        | ۱۳۰   | ۴۹  | ۰٫۲۱۰۷  | ۱٫۰۴۳  | ۱۴۷           | ۴ دقیقه و ۸ ثانیه   |     |
| ۳۱ ژوئیه ۱۹۶۲   | حلقه‌ای | ۱۲:۲۵:۳۳       | ۱۳۵   | ۳۶  | -۰٫۱۱۳  | ۰٫۹۷۱۶ | ۱۰۳           | ۳ دقیقه و ۳۳ ثانیه  |     |
| ۲۵ ژانویه ۱۹۶۳  | حلقه‌ای | ۱۳:۳۷:۱۲       | ۱۴۰   | ۲۶  | -۰٫۴۸۹۸ | ۰٫۹۹۵۱ | ۲۰            | ۰ دقیقه و ۲۵ ثانیه  |     |
| ۲۰ ژوئیه ۱۹۶۳   | کامل   | ۲۰:۳۶:۱۳       | ۱۴۵   | ۱۹  | ۰٫۶۵۷۱  | ۱٫۰۲۲۴ | ۱۰۱           | ۱ دقیقه و ۴۰ ثانیه  |     |
| ۱۴ ژانویه ۱۹۶۴  | جزئی   | ۲۰:۳۰:۰۸       | ۱۵۰   | ۱۴  | -۱٫۲۳۵۴ | ۰٫۵۵۹۱ |               |                     |     |
| ۱۰ ژوئن ۱۹۶۴    | جزئی   | ۴:۳۴:۰۷        | ۱۱۷   | ۶۶  | -۱٫۱۳۹۳ | ۰٫۷۵۴۵ |               |                     |     |
| ۹ ژوئیه ۱۹۶۴    | جزئی   | ۱۱:۱۷:۵۳       | ۱۵۵   | ۳   | ۱٫۳۶۲۳  | ۰٫۳۲۲۱ |               |                     |     |
| ۴ دسامبر ۱۹۶۴   | جزئی   | ۱:۳۱:۵۴        | ۱۲۲   | ۵۵  | ۱٫۱۱۹۳  | ۰٫۷۵۱۸ |               |                     |     |
| ۳۰ مه ۱۹۶۵      | کامل   | ۲۱:۱۷:۳۱       | ۱۲۷   | ۵۵  | -۰٫۴۲۲۵ | ۱٫۰۵۴۴ | ۱۹۸           | ۵ دقیقه و ۱۵ ثانیه  |     |
| ۲۳ نوامبر ۱۹۶۵  | حلقه‌ای | ۴:۱۴:۵۱        | ۱۳۲   | ۴۳  | ۰٫۳۹۰۶  | ۰٫۹۶۵۶ | ۱۳۴           | ۴ دقیقه و ۲ ثانیه   |     |
| ۲۰ مه ۱۹۶۶      | حلقه‌ای | ۹:۳۹:۰۲        | ۱۳۷   | ۳۳  | ۰٫۳۴۶۷  | ۰٫۹۹۹۱ | ۳             | ۰ دقیقه و ۵ ثانیه   |     |
| ۱۲ نوامبر ۱۹۶۶  | کامل   | ۱۴:۲۳:۲۸       | ۱۴۲   | ۲۰  | -۰٫۳۳   | ۱٫۰۲۳۴ | ۸۴            | ۱ دقیقه و ۵۷ ثانیه  |     |
| ۹ مه ۱۹۶۷       | جزئی   | ۱۴:۴۲:۴۸       | ۱۴۷   | ۲۰  | ۱٫۱۴۲۲  | ۰٫۷۲۰۱ |               |                     |     |
| ۲ نوامبر ۱۹۶۷   | کامل   | ۵:۳۸:۵۶        | ۱۵۲   | ۱۰  | ۱٫۰۰۰۷  | ۱٫۰۱۲۶ | -             |                     |     |
| ۲۸ مارس ۱۹۶۸    | جزئی   | ۲۳:۰۰:۳۰       | ۱۱۹   | ۶۳  | -۱٫۰۳۷  | ۰٫۸۹۹  |               |                     |     |
| ۲۲ سپتامبر ۱۹۶۸ | کامل   | ۱۱:۱۸:۴۶       | ۱۲۴   | ۵۲  | ۰٫۹۴۵۱  | ۱٫۰۰۹۹ | ۱۰۴           | ۰ دقیقه و ۴۰ ثانیه  |     |
| ۱۸ مارس ۱۹۶۹    | حلقه‌ای | ۴:۵۴:۵۷        | ۱۲۹   | ۴۹  | -۰٫۲۷۰۴ | ۰٫۹۹۵۴ | ۱۶            | ۰ دقیقه و ۲۶ ثانیه  |     |
| ۱۱ سپتامبر ۱۹۶۹ | حلقه‌ای | ۱۹:۵۸:۵۹       | ۱۳۴   | ۴۱  | ۰٫۲۲۰۱  | ۰٫۹۶۹  | ۱۱۴           | ۳ دقیقه و ۱۱ ثانیه  |     |
| ۷ مارس ۱۹۷۰     | کامل   | ۱۷:۳۸:۳۰       | ۱۳۹   | ۲۷  | ۰٫۴۴۷۳  | ۱٫۰۴۱۴ | ۱۵۳           | ۳ دقیقه و ۲۸ ثانیه  |     |
| ۳۱ اوت ۱۹۷۰     | حلقه‌ای | ۲۱:۵۵:۳۰       | ۱۴۴   | ۱۴  | -۰٫۵۳۶۴ | ۰٫۹۴   | ۲۵۸           | ۶ دقیقه و ۴۷ ثانیه  |     |
| ۲۵ فوریه ۱۹۷۱   | جزئی   | ۹:۳۸:۰۷        | ۱۴۹   | ۱۸  | ۱٫۱۱۸۸  | ۰٫۷۸۷۲ |               |                     |     |
| ۲۲ ژوئیه ۱۹۷۱   | جزئی   | ۹:۳۱:۵۵        | ۱۱۶   | ۷۰  | ۱٫۵۱۳   | ۰٫۰۶۸۹ |               |                     |     |
| ۲۰ اوت ۱۹۷۱     | جزئی   | ۲۲:۳۹:۳۱       | ۱۵۴   | ۴   | -۱٫۲۶۵۹ | ۰٫۵۰۸  |               |                     |     |
| ۱۶ ژانویه ۱۹۷۲  | حلقه‌ای | ۱۱:۰۳:۲۲       | ۱۲۱   | ۵۸  | -۰٫۹۳۶۵ | ۰٫۹۶۹۲ | ۳۲۱           | ۱ دقیقه و ۵۷ ثانیه  |     |
| ۱۰ ژوئیه ۱۹۷۲   | کامل   | ۱۹:۴۶:۳۸       | ۱۲۶   | ۴۵  | ۰٫۶۸۷۲  | ۱٫۰۳۷۹ | ۱۷۵           | ۲ دقیقه و ۳۶ ثانیه  |     |
| ۴ ژانویه ۱۹۷۳   | حلقه‌ای | ۱۵:۴۶:۲۱       | ۱۳۱   | ۴۸  | -۰٫۲۶۴۴ | ۰٫۹۳۰۳ | ۲۷۱           | ۷ دقیقه و ۴۹ ثانیه  |     |
| ۳۰ ژوئن ۱۹۷۳    | کامل   | ۱۱:۳۸:۴۱       | ۱۳۶   | ۳۵  | -۰٫۰۷۸۵ | ۱٫۰۷۹۲ | ۲۵۶           | ۷ دقیقه و ۴ ثانیه   |     |
| ۲۴ دسامبر ۱۹۷۳  | حلقه‌ای | ۱۵:۰۲:۴۴       | ۱۴۱   | ۲۱  | ۰٫۴۱۷۱  | ۰٫۹۱۷۴ | ۳۴۵           | ۱۲ دقیقه و ۲ ثانیه  |     |
| ۲۰ ژوئن ۱۹۷۴    | کامل   | ۴:۴۸:۰۴        | ۱۴۶   | ۲۵  | -۰٫۸۲۳۹ | ۱٫۰۵۹۲ | ۳۴۴           | ۵ دقیقه و ۹ ثانیه   |     |
| ۱۳ دسامبر ۱۹۷۴  | جزئی   | ۱۶:۱۳:۱۳       | ۱۵۱   | ۱۲  | ۱٫۰۷۹۷  | ۰٫۸۲۶۶ |               |                     |     |
| ۱۱ مه ۱۹۷۵      | جزئی   | ۷:۱۷:۳۳        | ۱۱۸   | ۶۶  | ۱٫۰۶۴۷  | ۰٫۸۶۳۶ |               |                     |     |
| ۳ نوامبر ۱۹۷۵   | جزئی   | ۱۳:۱۵:۵۴       | ۱۲۳   | ۵۱  | -۱٫۰۲۴۸ | ۰٫۹۵۸۸ |               |                     |     |
| ۲۹ آوریل ۱۹۷۶   | حلقه‌ای | ۱۰:۲۴:۱۸       | ۱۲۸   | ۵۶  | ۰٫۳۳۷۸  | ۰٫۹۴۲۱ | ۲۲۷           | ۶ دقیقه و ۴۱ ثانیه  |     |
| ۲۳ اکتبر ۱۹۷۶   | کامل   | ۵:۱۳:۴۵        | ۱۳۳   | ۴۳  | -۰٫۳۲۷  | ۱٫۰۵۷۲ | ۱۹۹           | ۴ دقیقه و ۴۶ ثانیه  |     |
| ۱۸ آوریل ۱۹۷۷   | حلقه‌ای | ۱۰:۳۱:۳۰       | ۱۳۸   | ۲۹  | -۰٫۳۹۹  | ۰٫۹۴۴۹ | ۲۲۰           | ۷ دقیقه و ۴ ثانیه   |     |
| ۱۲ اکتبر ۱۹۷۷   | کامل   | ۲۰:۲۷:۲۷       | ۱۴۳   | ۲۱  | ۰٫۳۸۳۶  | ۱٫۰۲۶۹ | ۹۹            | ۲ دقیقه و ۳۷ ثانیه  |     |
| ۷ آوریل ۱۹۷۸    | جزئی   | ۱۵:۰۳:۴۷       | ۱۴۸   | ۱۹  | -۱٫۱۰۸۱ | ۰٫۷۸۸۳ |               |                     |     |
| ۲ اکتبر ۱۹۷۸    | جزئی   | ۶:۲۸:۴۳        | ۱۵۳   | ۷   | ۱٫۱۶۱۶  | ۰٫۶۹۰۵ |               |                     |     |
| ۲۶ فوریه ۱۹۷۹   | کامل   | ۱۶:۵۵:۰۶       | ۱۲۰   | ۵۹  | ۰٫۸۹۸۱  | ۱٫۰۳۹۱ | ۲۹۸           | ۲ دقیقه و ۴۹ ثانیه  |     |
| ۲۲ اوت ۱۹۷۹     | حلقه‌ای | ۱۷:۲۲:۳۸       | ۱۲۵   | ۵۲  | -۰٫۹۶۳۲ | ۰٫۹۳۲۹ | ۹۵۳           | ۶ دقیقه و ۳ ثانیه   |     |
| ۱۶ فوریه ۱۹۸۰   | کامل   | ۸:۵۴:۰۱        | ۱۳۰   | ۵۰  | ۰٫۲۲۲۴  | ۱٫۰۴۳۴ | ۱۴۹           | ۴ دقیقه و ۸ ثانیه   |     |
| ۱۰ اوت ۱۹۸۰     | حلقه‌ای | ۱۹:۱۲:۲۱       | ۱۳۵   | ۳۷  | -۰٫۱۹۱۵ | ۰٫۹۷۲۷ | ۱۰۰           | ۳ دقیقه و ۲۳ ثانیه  |     |
| ۴ فوریه ۱۹۸۱    | حلقه‌ای | ۲۲:۰۹:۲۴       | ۱۴۰   | ۲۷  | -۰٫۴۸۳۸ | ۰٫۹۹۳۷ | ۲۵            | ۰ دقیقه و ۳۳ ثانیه  |     |
| ۳۱ ژوئیه ۱۹۸۱   | کامل   | ۳:۴۶:۳۷        | ۱۴۵   | ۲۰  | ۰٫۵۷۹۲  | ۱٫۰۲۵۸ | ۱۰۸           | ۲ دقیقه و ۲ ثانیه   |     |
| ۲۵ ژانویه ۱۹۸۲  | جزئی   | ۴:۴۲:۵۳        | ۱۵۰   | ۱۵  | -۱٫۲۳۱۱ | ۰٫۵۶۶۳ |               |                     |     |
| ۲۱ ژوئن ۱۹۸۲    | جزئی   | ۱۲:۰۴:۳۳       | ۱۱۷   | ۶۷  | -۱٫۲۱۰۲ | ۰٫۶۱۶۸ |               |                     |     |
| ۲۰ ژوئیه ۱۹۸۲   | جزئی   | ۱۸:۴۴:۴۴       | ۱۵۵   | ۴   | ۱٫۲۸۸۶  | ۰٫۴۶۴۳ |               |                     |     |
| ۱۵ دسامبر ۱۹۸۲  | جزئی   | ۹:۳۲:۰۹        | ۱۲۲   | ۵۶  | ۱٫۱۲۹۳  | ۰٫۷۳۵  |               |                     |     |
| ۱۱ ژوئن ۱۹۸۳    | کامل   | ۴:۴۳:۳۳        | ۱۲۷   | ۵۶  | -۰٫۴۹۴۷ | ۱٫۰۵۲۴ | ۱۹۹           | ۵ دقیقه و ۱۱ ثانیه  |     |
| ۴ دسامبر ۱۹۸۳   | حلقه‌ای | ۱۲:۳۱:۱۵       | ۱۳۲   | ۴۴  | ۰٫۴۰۱۵  | ۰٫۹۶۶۶ | ۱۳۱           | ۴ دقیقه و ۱ ثانیه   |     |
| ۳۰ مه ۱۹۸۴      | حلقه‌ای | ۱۶:۴۵:۴۱       | ۱۳۷   | ۳۴  | ۰٫۲۷۵۵  | ۰٫۹۹۸  | ۷             | ۰ دقیقه و ۱۱ ثانیه  |     |
| ۲۲ نوامبر ۱۹۸۴  | کامل   | ۲۲:۵۴:۱۷       | ۱۴۲   | ۲۱  | -۰٫۳۱۳۲ | ۱٫۰۲۳۷ | ۸۵            | ۲ دقیقه و ۰ ثانیه   |     |
| ۱۹ مه ۱۹۸۵      | جزئی   | ۲۱:۲۹:۳۸       | ۱۴۷   | ۲۱  | ۱٫۰۷۲   | ۰٫۸۴۰۶ |               |                     |     |
| ۱۲ نوامبر ۱۹۸۵  | کامل   | ۱۴:۱۱:۲۷       | ۱۵۲   | ۱۱  | -۰٫۹۷۹۵ | ۱٫۰۳۸۸ | ۶۹۰           | ۱ دقیقه و ۵۹ ثانیه  |     |
| ۹ آوریل ۱۹۸۶    | جزئی   | ۶:۲۱:۲۲        | ۱۱۹   | ۶۴  | -۱٫۰۸۲۲ | ۰٫۸۲۳۶ |               |                     |     |
| ۳ اکتبر ۱۹۸۶    | جزئی   | ۱۹:۰۶:۱۵       | ۱۲۴   | ۵۳  | ۰٫۹۹۳۱  | ۱      | ۱             |                     |     |
| ۲۹ مارس ۱۹۸۷    | جزئی   | ۱۲:۴۹:۴۷       | ۱۲۹   | ۵۰  | -۰٫۳۰۵۳ | ۱٫۰۰۱۳ | ۵             | ۰ دقیقه و ۴۲ ثانیه  |     |
| ۲۳ سپتامبر ۱۹۸۷ | حلقه‌ای | ۳:۱۲:۲۲        | ۱۳۴   | ۴۲  | ۰٫۲۷۸۷  | ۰٫۹۶۳۴ | ۱۳۷           | ۳ دقیقه و ۴۹ ثانیه  |     |
| ۱۸ مارس ۱۹۸۸    | کامل   | ۱:۵۸:۵۶        | ۱۳۹   | ۲۸  | ۰٫۴۱۸۸  | ۱٫۰۴۶۴ | ۱۶۹           | ۳ دقیقه و ۴۶ ثانیه  |     |
| ۱۱ سپتامبر ۱۹۸۸ | حلقه‌ای | ۴:۴۴:۲۹        | ۱۴۴   | ۱۵  | -۰٫۴۶۸۱ | ۰٫۹۳۷۷ | ۲۵۸           | ۶ دقیقه و ۵۷ ثانیه  |     |
| ۷ مارس ۱۹۸۹     | جزئی   | ۱۸:۰۸:۴۱       | ۱۴۹   | ۱۹  | ۱٫۰۹۸۱  | ۰٫۸۲۶۸ |               |                     |     |
| ۳۱ اوت ۱۹۸۹     | جزئی   | ۵:۳۱:۴۷        | ۱۵۴   | ۵   | -۱٫۱۹۲۸ | ۰٫۶۳۴۴ |               |                     |     |
| ۲۶ ژانویه ۱۹۹۰  | حلقه‌ای | ۱۹:۳۱:۲۴       | ۱۲۱   | ۵۹  | -۰٫۹۴۵۷ | ۰٫۹۶۷  | ۳۷۳           | ۲ دقیقه و ۳ ثانیه   |     |
| ۲۲ ژوئیه ۱۹۹۰   | کامل   | ۳:۰۳:۰۷        | ۱۲۶   | ۴۶  | ۰٫۷۵۹۷  | ۱٫۰۳۹۱ | ۲۰۱           | ۲ دقیقه و ۳۳ ثانیه  |     |
| ۱۵ ژانویه ۱۹۹۱  | حلقه‌ای | ۲۳:۵۳:۵۱       | ۱۳۱   | ۴۹  | -۰٫۲۷۲۷ | ۰٫۹۲۹  | ۲۷۷           | ۷ دقیقه و ۵۳ ثانیه  |     |
| ۱۱ ژوئیه ۱۹۹۱   | کامل   | ۱۹:۰۷:۰۱       | ۱۳۶   | ۳۶  | -۰٫۰۰۴۱ | ۱٫۰۸   | ۲۵۸           | ۶ دقیقه و ۵۳ ثانیه  |     |
| ۴ ژانویه ۱۹۹۲   | حلقه‌ای | ۲۳:۰۵:۳۷       | ۱۴۱   | ۲۲  | ۰٫۴۰۹۱  | ۰٫۹۱۷۹ | ۳۴۰           | ۱۱ دقیقه و ۴۱ ثانیه |     |
| ۳۰ ژوئن ۱۹۹۲    | کامل   | ۱۲:۱۱:۲۲       | ۱۴۶   | ۲۶  | -۰٫۷۵۱۲ | ۱٫۰۵۹۲ | ۲۹۴           | ۵ دقیقه و ۲۱ ثانیه  |     |
| ۲۴ دسامبر ۱۹۹۲  | جزئی   | ۰:۳۱:۴۱        | ۱۵۱   | ۱۳  | ۱٫۰۷۱۱  | ۰٫۸۴۲۲ |               |                     |     |
| ۲۱ مه ۱۹۹۳      | جزئی   | ۱۴:۲۰:۱۵       | ۱۱۸   | ۶۷  | ۱٫۱۳۷۲  | ۰٫۷۳۵۲ |               |                     |     |
| ۱۳ نوامبر ۱۹۹۳  | جزئی   | ۲۱:۴۵:۵۱       | ۱۲۳   | ۵۲  | -۱٫۰۴۱۱ | ۰٫۹۲۸  |               |                     |     |
| ۱۰ مه ۱۹۹۴      | حلقه‌ای | ۱۷:۱۲:۲۷       | ۱۲۸   | ۵۷  | ۰٫۴۰۷۷  | ۰٫۹۴۳۱ | ۲۳۰           | ۶ دقیقه و ۱۳ ثانیه  |     |
| ۳ نوامبر ۱۹۹۴   | کامل   | ۱۳:۴۰:۰۶       | ۱۳۳   | ۴۴  | -۰٫۳۵۲۲ | ۱٫۰۵۳۵ | ۱۸۹           | ۴ دقیقه و ۲۳ ثانیه  |     |
| ۲۹ آوریل ۱۹۹۵   | حلقه‌ای | ۱۷:۳۳:۲۰       | ۱۳۸   | ۳۰  | -۰٫۳۳۸۲ | ۰٫۹۴۹۷ | ۱۹۶           | ۶ دقیقه و ۳۷ ثانیه  |     |
| ۲۴ اکتبر ۱۹۹۵   | کامل   | ۴:۳۳:۳۰        | ۱۴۳   | ۲۲  | ۰٫۳۵۱۸  | ۱٫۰۲۱۳ | ۷۸            | ۲ دقیقه و ۱۰ ثانیه  |     |
| ۱۷ آوریل ۱۹۹۶   | جزئی   | ۲۲:۳۸:۱۲       | ۱۴۸   | ۲۰  | -۱٫۰۵۸  | ۰٫۸۷۹۹ |               |                     |     |
| ۱۲ اکتبر ۱۹۹۶   | جزئی   | ۱۴:۰۳:۰۴       | ۱۵۳   | ۸   | ۱٫۱۲۲۷  | ۰٫۷۵۷۵ |               |                     |     |
| ۹ مارس ۱۹۹۷     | کامل   | ۱:۲۴:۵۱        | ۱۲۰   | ۶۰  | ۰٫۹۱۸۳  | ۱٫۰۴۲  | ۳۵۶           | ۲ دقیقه و ۵۰ ثانیه  |     |
| ۲ سپتامبر ۱۹۹۷  | جزئی   | ۰:۰۴:۴۸        | ۱۲۵   | ۵۳  | -۱٫۰۳۵۲ | ۰٫۸۹۸۸ |               |                     |     |
| ۲۶ فوریه ۱۹۹۸   | کامل   | ۱۷:۲۹:۲۷       | ۱۳۰   | ۵۱  | ۰٫۲۳۹۱  | ۱٫۰۴۴۱ | ۱۵۱           | ۴ دقیقه و ۹ ثانیه   |     |
| ۲۲ اوت ۱۹۹۸     | حلقه‌ای | ۲:۰۷:۱۱        | ۱۳۵   | ۳۸  | -۰٫۲۶۴۴ | ۰٫۹۷۳۴ | ۹۹            | ۳ دقیقه و ۱۴ ثانیه  |     |
| ۱۶ فوریه ۱۹۹۹   | حلقه‌ای | ۶:۳۴:۳۸        | ۱۴۰   | ۲۸  | -۰٫۴۷۲۶ | ۰٫۹۹۲۸ | ۲۹            | ۰ دقیقه و ۴۰ ثانیه  |     |
| ۱۱ اوت ۱۹۹۹     | کامل   | ۱۱:۰۴:۰۹       | ۱۴۵   | ۲۱  | ۰٫۵۰۶۲  | ۱٫۰۲۸۶ | ۱۱۲           | ۲ دقیقه و ۲۳ ثانیه  |     |
| ۵ فوریه ۲۰۰۰    | جزئی   | ۱۲:۵۰:۲۷       | ۱۵۰   | ۱۶  | -۱٫۲۲۳۳ | ۰٫۵۷۹۵ |               |                     |     |
| ۱ ژوئیه ۲۰۰۰    | جزئی   | ۱۹:۳۳:۳۴       | ۱۱۷   | ۶۸  | -۱٫۲۸۲۱ | ۰٫۴۷۶۸ |               |                     |     |
| ۳۱ ژوئیه ۲۰۰۰   | جزئی   | ۲:۱۴:۰۸        | ۱۵۵   | ۵   | ۱٫۲۱۶۶  | ۰٫۶۰۳۴ |               |                     |     |
| ۲۵ دسامبر ۲۰۰۰  | جزئی   | ۱۷:۳۵:۵۷       | ۱۲۲   | ۵۷  | ۱٫۱۳۶۷  | ۰٫۷۲۲۸ |               |                     |     |